# Smolari
Smolari (makedonska: Смолари) är en ort i Nordmakedonien. Den ligger i kommunen Novo Selo, i den östra delen av landet, 140 kilometer sydost om huvudstaden Skopje. Smolari ligger 359 meter över havet och antalet invånare är 913.